# The Spooktacular New Adventures of Casper
The Spooktacular New Adventures of Casper (conocida simplemente como Gasparín en Hispanoamérica y Las fantásmicas aventuras de Casper en España) es una serie animada de televisión de 1996 y secuela de la película de imagen real Casper, la cual a su vez, se basó en el personaje de cómics Casper the Friendly Ghost de Harvey Comics.

## Producción
Esta serie fue propuesta como una secuela con actores reales en el momento en que finalizó el rodaje principal de Casper, y se escribió un tratado pero debido a las complicaciones de haber recaudado una taquilla por debajo de lo estelar (aunque la película recaudó $100 millones en los Estados Unidos, el presupuesto fue más de la mitad de ese total y los analistas predijeron ganancias mucho más altas para la película) y el hecho de que tanto Christina Ricci como Bill Pullman se unieron a otros proyectos después de Casper, razón por la cual no iban a estar disponibles hasta más de un año después, provocó que la idea se desechara. Luego los productores decidieron abandonar las ideas sobre una secuela con actores reales y en su lugar desarrollaron esta serie de dibujos animados para continuar la historia.
El programa se estrenó en la televisión con tres temporadas por el canal infantil Fox Kids desde 1996 hasta 1998. En realidad se produjeron 52 episodios pero solo se emitieron hasta 46 episodios en la cadena de FOX y los episodios restantes de la última temporada se estrenaron en FOX Family Channel. Varias de las personas que trabajaron en el equipo creativo de esta serie también trabajaron en Tiny Toon Adventures, Animaniacs y Pinky y Cerebro.
Esta nueva caricatura rompió con adaptaciones anteriores, siguiendo un patrón al estilo de una comedia de situación con frases ingeniosas y chistes de la cultura pop similar a la película de Casper, pero la serie también rompe con frecuencia la cuarta pared. En la serie animada están los clásicos personajes de Casper, incluyendo a Spooky el primo de Casper, Pearl (o "Poil" como la llama Spooky con su acento de Brooklyn) la amiga de Spooky y Nightmare el caballo fantasma que no habla a diferencia de los cómics originales y las anteriores series. También se incluyen personajes nuevos como la maestra súper ruidosa de Casper, la Sra. Banshee.

## Personajes

### Casper
Casper McFadden (Gasparín en Latinoamérica) ha estado vagando por la casa de su familia de Whipstaff Manor por un tiempo ya que murió de neumonía (según un periódico visto durante la escena del ático en la película) después de haber jugado en el frío durante demasiado tiempo cuando tenía doce años. Ahora, al cuidado de sus tres tíos problemáticos, Stretch, Stinky y Fatso, la vida futura de Casper no es precisamente placentera. Ha tenido que aguantar las indignantes travesuras de sus tíos y su deseo de ganar un amigo en un humano siempre se arruina. Casper es muy amigable y extrovertido pero a veces parece bastante tímido. Su voz fue interpretada por Malachi Pearson al igual que en la película.

### El Trío fantasmal
El Trío fantasmal son los tíos de Casper que odian a los humanos o como ellos los llaman, "carnosos", "sacos de piel" y "bolsas de huesos". Stretch (Látigo en España) es el líder gruñón y terco, también está Stinky (Tufo en España) que casi siempre huele mal y usa su mal aliento contra otros, y Fatso (Gordi en España) a quien le encanta comer. Los tres son caóticos en todos los sentidos y no pueden resistir asustar sin importar el costo. Sin embargo, hay un punto de inflexión en sus horribles acciones cuando mantienen su promesa al Dr. Harvey y le traen a su esposa Amelia en la película. Sus voces fueron interpretadas por Joe Nipote, Joe Alaskey y Brad Garrett al igual que en la película, aunque en la tercera y cuarta temporada Fatso fue interpretado con la voz de Jess Harnell quien también expresó la voz de Fatso en las películas no relacionadas de Casper lanzadas directamente en video: Casper, la primera aventura y Casper y la mágica Wendy.

### Dr. Harvey
Dr. James Harvey (o "Doc" como lo llaman el Trío fantasmal) es un psiquiatra que se muestra como un alumno de la Universidad Johns Hopkins. Después de la muerte de su esposa Amelia, él se convirtió en un "terapeuta espiritual", solo para buscar y hacer contacto con su esposa porque él cree que ella es un fantasma. Sin embargo, después de saber que ella se convirtió en un ángel, él y su hija adolescente Kat se quedan en su nuevo hogar de Whipstaff donde continúa trabajando como terapeuta espiritual, tratando (sin éxito) de rehabilitar al Trío fantasmal que hace travesuras.
El Dr. Harvey tiene que soportar al Trío fantasmal quienes sin embargo han aprendido a quererlo y él también a ellos. El Dr. Harvey es un muchacho despreocupado con un gran corazón. Obviamente ama a Kat aunque a veces parece ser bastante negligente con las necesidades emocionales de su hija que ahora no tiene madre. Como se demuestra en la escena de la película donde habla con su esposa angelical, le preocupa que no la cuide bien pero Amelia le aseguró que estaba haciendo un buen trabajo aunque ella le dio algunos consejos "maternos" (“No levantes la extensión cada vez que reciba una llamada”, “las patatas fritas no son un alimento de desayuno”, etc.).
La versión animada del Dr. Harvey se desvía ligeramente de la versión de la película ya que el Dr. Harvey animado estaba totalmente centrado en ser un terapeuta y usó epítetos psicológicos al hablar con todos, incluida su propia hija. Kat, Casper y los fantasmas simplemente consideraron esto como una excentricidad.
El papel fue interpretado originalmente por Bill Pullman en la película de Casper pero su voz es expresada por Dan Castellaneta en la serie.

### Kat Harvey
Kathleen "Kat" Harvey es la hija del Dr. Harvey y es retratada como la estereotípica adolescente con sentido del humor.
Ella tiene unos trece años (basado en el tiempo en que Christina Ricci quien originó el papel en Casper, filmó la película) y es una buena compañera para Casper. Kat odia tener que soportar al Trío fantasmal porque ninguno de ellos se lleva bien con ella como se esperaba. Kath Soucie interpreta la voz de Kat en la serie.

### Spooky
Spooky es el primo de Casper con una mentalidad maliciosa. Él admira al Trío fantasmal como sus héroes y, aunque no siente una verdadera aversión por Casper, desprecia la falta de interés de su primo en asustar a los humanos. Como tal, Spooky siempre está tratando de asustar a Casper y convertirse en el mejor de su clase pero generalmente fracasa. Sin embargo, debajo de su exterior áspero y fantasmal, Spooky también puede tener una leve sensibilidad por su primo. Spooky visualmente es muy similar a Casper pero tiene nariz negra y pecas, lleva un sombrero marrón "doiby", y habla con un acento de Brooklyn. Su voz es interpretada por Rob Paulsen.

### Poil
Poil es la amiga de Spooky. A menudo ausente de mente, Poil es casi siempre ajena a las situaciones de su entorno y toma las cosas muy literalmente. Ella adora a Spooky y todo sobre él, hasta las pecas en su cara y su nariz negra, es buena amiga de Casper y no le importa tanto el Trío fantasmal como Spooky. Su voz es interpretada por Miriam Flynn.

### Sra. Banshee
La Sra. Maddie Banshee es la maestra de la escuela de fantasmas de Casper, Spooky y Poil. Como su nombre lo indica, la Sra. Banshee puede gritar lo suficientemente fuerte como para ser escuchada a varias ciudades de distancia, incluso para despertar a los muertos. A la Sra. Banshee le gusta ser maestra pero sueña con ser una cantante de ópera profesional. El Trío fantasmal (exactamente los tres) están enamorados de la Sra. Banshee y compiten constantemente por su afecto. La Sra. Banshee está bien con el trío pero no se impresiona con sus esfuerzos. Tiene la voz de Tress MacNeille.

### Amber Whitmire y las Jennifers
Amber Whitmire y las Jennifers son compañeras de clase y rivales de Kat en la escuela secundaria Friendship Junior High School. Amber y las Jennifers son representadas como abejas reinas, ricas y malcriadas. Jennifer #1 tiene cabello castaño, usa lentes y es la más cercana a Amber, Jennifer #2 tiene el cabello rojo, y Jennifer #3 tiene el pelo rubio opaco, una risa resoplando y es la menos inteligente de las tres. Amber tiene la voz de Sherry Lynn, mientras que las voces de las Jennifers fueron proporcionadas por Debi Derryberry.

## Episodios
| Temporada | Temporada | Episodios | Episodios | Emisión original         | Emisión original      |
| Temporada | Temporada | Episodios | Episodios | Primera emisión          | Última emisión        |
| --------- | --------- | --------- | --------- | ------------------------ | --------------------- |
|           | 1         | 10        | 10        | 24 de febrero de 1996    | 18 de mayo de 1996    |
|           | 2         | 16        | 16        | 7 de septiembre de 1996  | 22 de febrero de 1997 |
|           | 3         | 20        | 20        | 6 de septiembre de 1997  | 27 de febrero de 1998 |
|           | 4         | 6         | 6         | 13 de septiembre de 1998 | 17 de octubre de 1998 |

## Reparto de voces
| Personaje            | Actor de voz                    | Actor de doblaje (Hispanoamérica) | Actor de doblaje (España) |
| -------------------- | ------------------------------- | --------------------------------- | ------------------------- |
| Casper               | Malachi Pearson                 | Sylvia Garcel                     | Graciela Molina           |
| Kat Harvey           | Kath Soucie                     | Diana Pérez                       | Nuria Trifol              |
| Dr. Harvey           | Dan Castellaneta                | Alejandro Illescas                | Salvador Vives            |
| Dr. Harvey           | Dan Castellaneta                | Alejandro Illescas                | Óscar Barberán            |
| Stretch              | Joe Nipote                      | Héctor Lee                        | Alberto Mieza             |
| Stretch              | Joe Nipote                      | Alejandro Mayén                   | Alberto Mieza             |
| Stinkie              | Joe Alaskey                     | Jorge Ornelas                     | Carles Canut              |
| Fatso                | Brad Garrett (Temporadas 1 y 2) | Eduardo Borja                     | Josep María Ullod         |
| Fatso                | Jess Harnell (Temporadas 3 y 4) | Eduardo Borja                     | Josep María Ullod         |
| Spooky               | Rob Paulsen                     | Jorge Ornelas                     | Desconocido               |
| Spooky               | Rob Paulsen                     | Yamil Atala                       | Desconocido               |
| Poil                 | Miriam Flynn                    | Cristina Camargo                  | Desconocida               |
| Poil                 | Miriam Flynn                    | Cristina Hernández                | Desconocida               |
| Sra. Banshee         | Tress MacNeille                 | Nancy MacKenzie                   | Desconocida               |
| Amber                | Sherry Lynn                     | Desconocida                       | Desconocida               |
| Las Jennifers        | Debi Derryberry                 | Desconocida                       | Desconocida               |
| Nightmare el caballo | Frank Welker                    | Desconocido                       | Desconocido               |

## Video para el hogar
Desde 1996 hasta 1998, Universal Studios Home Video lanzó los episodios de las temporadas 1, 2 y 3 en VHS. En España también se lanzaron varios videocasetes, particularmente el diario ABC distribuyó una cinta de video titulada Las Fantásmicas aventuras de Casper bajo el sello "Mis pelis favoritas" en enero de 2002.
En 2007/2008, Universal Studios Home Entertainment lanzó dos volúmenes de colección titulados The Spooktacular New Adventures of Casper, Volume 1 y The Spooktacular New Adventures of Casper, Volume 2 en DVD en la Región 1. El volumen 1 consta de los primeros 5 episodios de la serie animada, mientras que el volumen 2 contiene los últimos 5 episodios de la temporada 1.
Universal no ha hecho más planes para lanzar ningún DVD adicional de la serie.